# Cara
La cara o rostro es la parte frontal de la cabeza de un animal que presenta tres de los órganos de los sentidos de la cabeza, los ojos, la nariz y la boca, y a través de la cual los animales expresan muchas de sus emociones. El rostro es crucial para la identidad humana, y daños como cicatrices o deformidades del desarrollo afectan negativamente a la psique.

## Huesos de la cara
La cara y sus huesos se encuentran soldados por delante y por debajo al macizo óseo del cráneo.
El maxilar es un complejo de dos huesos fijos (maxilas), soldado a la base del cráneo y que no se mueve sino cuando lo hace la cabeza. Las dos mitades del maxilar superior están soldadas en la línea media y completadas por detrás por otros varios huesos pequeños. Juntos forman un macizo óseo irregular, contorneado por cavidades profundas que alojan la parte inicial del tubo digestivo y de las vías aéreas, el aparato gustativo, el sistema olfativo en la parte central, y por arriba parte de los órganos de la visión.
La mandíbula luce como un solo hueso móvil, aunque es la unión de dos huesos que se unen en la línea media con la sínfisis mentoniana.

## Estructura
La parte frontal de la cabeza humana se llama cara. Incluye varias áreas diferenciadas, de las cuales las principales características son:
- La frente, que comprende la piel debajo de la línea del pelo, bordeada lateralmente por las sienes e inferiormente por las cejas y las orejas.
- Los ojos, asentados en la órbita y protegidos por párpados y pestañas.
- La forma distintiva de la nariz humana, las fosas nasales y el tabique nasal.
- Las mejillas, que cubren el maxilar y la mandíbula, cuya extremidad es la barbilla.
- La boca, con el labio superior dividido por el surco nasolabial, a veces dejando al descubierto los dientes.

La apariencia facial es vital para el reconocimiento y la comunicación humana. Los músculos faciales de los humanos permiten la expresión de emociones.
El rostro es en sí mismo una región muy sensible del cuerpo humano y su expresión puede cambiar cuando el cerebro es estimulado por cualquiera de los muchos sentidos humanos, como el tacto, la temperatura, el olfato, el gusto, el oído, el movimiento, el hambre o los estímulos visuales.

### Forma
El rostro es el rasgo que mejor distingue a una persona. Las regiones especializadas del cerebro humano, como el área fusiforme de las caras, permiten el reconocimiento facial; cuando estos están dañados, puede ser imposible reconocer los rostros incluso de familiares íntimos. El patrón de órganos específicos, como los ojos, o de partes de ellos, se utiliza en la identificación biométrica para identificar de forma única a los individuos.
La forma de la cara está influenciada por la estructura ósea del cráneo, y cada cara es única a través de la variación anatómica presente en los huesos del viscerocráneo. Los huesos involucrados en la configuración de la cara son principalmente el maxilar, la mandíbula, el hueso nasal y el hueso cigomático. También son importantes varios tejidos blandos, como grasa, cabello y piel.
El rostro cambia con el tiempo y las características comunes en los niños o bebés, como las almohadillas de grasa bucales prominentes, desaparecen con el tiempo, y su función en el bebé es estabilizar las mejillas durante la lactancia materna. Si bien las almohadillas de grasa bucales a menudo disminuyen de tamaño, la prominencia de los huesos aumenta con la edad a medida que crecen y se desarrollan.
La forma facial es un determinante importante de la belleza, particularmente la simetría facial.

## Función

### Emoción

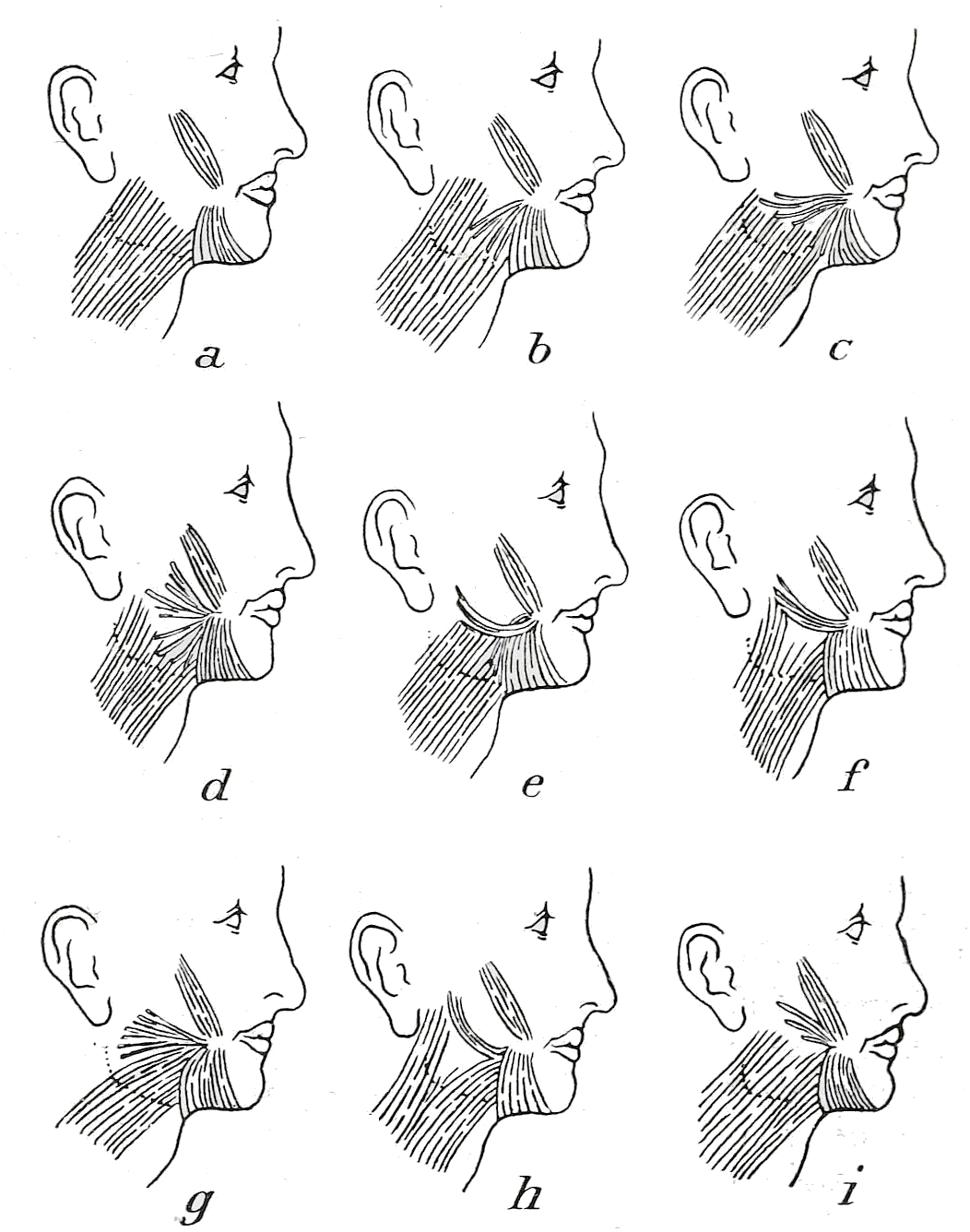
Variaciones de los músculos risorio, depresor del ángulo de la boca y cigomático mayor.

Los rostros son fundamentales para expresar emociones, de forma consciente o inconsciente. Un ceño fruncido denota desaprobación; una sonrisa generalmente significa que alguien está complacido. Ser capaz de leer la emoción en el rostro de otra persona es "la base fundamental de la empatía y la capacidad de interpretar las reacciones de una persona y predecir la probabilidad de comportamientos resultantes". Un estudio utilizó la Prueba de reconocimiento de emociones multimodal para intentar determinar cómo medir la emoción. Esta investigación tuvo como objetivo utilizar un dispositivo de medición para lograr lo que la gente hace tan fácilmente todos los días: leer la emoción en un rostro.
Los músculos de la cara juegan un papel destacado en la expresión de las emociones y varían entre diferentes individuos, dando lugar a una diversidad adicional en la expresión y los rasgos faciales.
Las personas también son relativamente buenas para determinar si una sonrisa es real o falsa. Un estudio reciente analizó a las personas que juzgaban sonrisas forzadas y genuinas. Si bien los participantes jóvenes y ancianos pudieron notar la diferencia entre los jóvenes sonrientes, los "participantes adultos mayores superaron a los participantes adultos jóvenes en la distinción entre sonrisas planteadas y espontáneas". Esto sugiere que con la experiencia y la edad, nos volvemos más precisos en la percepción de emociones verdaderas en varios grupos de edad.

### Percepción y reconocimiento de rostros

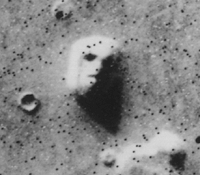
Los mecanismos de percepción facial del cerebro, como el área fusiforme de la cara, pueden producir pareidolias faciales como esta famosa formación rocosa en Marte.

Los psicólogos de la Gestalt teorizan que un rostro no es simplemente un conjunto de rasgos faciales, sino que es algo significativo en su forma. Esto es consistente con la teoría de la Gestalt de que una imagen se ve en su totalidad, no por sus partes individuales. Según Gary L. Allen, las personas se adaptaron para responder más a los rostros durante la evolución como resultado natural de ser una especie social. Allen sugiere que el propósito de reconocer rostros tiene sus raíces en la "atracción entre padres e hijos, un medio rápido y de bajo esfuerzo por el cual los padres y los bebés forman una representación interna el uno del otro, reduciendo la probabilidad de que el padre abandone a su hijo". descendencia debido a una falla en el reconocimiento ". El trabajo de Allen adopta una perspectiva psicológica que combina las teorías evolutivas con la psicología de la Gestalt.

#### Perspectiva biológica
Las investigaciones han indicado que ciertas áreas del cerebro responden particularmente bien a los rostros. El área fusiforme de la cara, dentro del giro fusiforme, es activada por rostros y se activa de manera diferente para personas tímidas y sociables. Un estudio confirmó que "al ver imágenes de extraños, los adultos tímidos mostraron una activación significativamente menor en las circunvoluciones fusiformes que los adultos sociales". [10] Además, áreas particulares responden más a un rostro que se considera atractivo, como se ve en otro estudio: "La belleza facial evoca una red neuronal ampliamente distribuida que involucra circuitos de percepción, toma de decisiones y recompensa. En esos experimentos, la respuesta perceptiva a través de FFA y LOC permaneció presente incluso cuando los sujetos no estaban atendiendo explícitamente a la belleza facial ".

## Sociedad y cultura

### Cirugía facial
La cirugía estética se puede utilizar para alterar la apariencia de los rasgos faciales. La cirugía maxilofacial también se puede utilizar en casos de traumatismo facial, lesiones en la cara y enfermedades de la piel. Las personas gravemente desfiguradas han recibido recientemente trasplante de cara completo y trasplantes parciales de piel y tejido muscular.

### Caricaturas
Las caricaturas a menudo exageran los rasgos faciales para hacer que un rostro se reconozca más fácilmente en asociación con una parte pronunciada del rostro del individuo en cuestión; por ejemplo, una caricatura de Osama bin Laden podría enfocarse en su vello facial y nariz; una caricatura de George W. Bush podría agrandar sus orejas al tamaño de un elefante; una caricatura de Jay Leno puede pronunciar su cabeza y barbilla; y una caricatura de Mick Jagger podría agrandar sus labios. La exageración de características memorables ayuda a las personas a reconocer a los demás cuando se presentan en forma de caricatura.

### Metáfora
Por extensión, cualquier cosa que sea la parte delantera o que mira al mundo de un sistema que tenga una estructura interna se considera su "cara", como la fachada de un edificio. Por ejemplo, un funcionario de relaciones públicas o de prensa podría denominarse la "cara" de la organización que representa. "Rostro" también se usa metafóricamente en un contexto sociológico para referirse a la reputación o posición en la sociedad, particularmente en la sociedad china, y se habla de él como un recurso que se puede ganar o perder. Debido a la asociación con la individualidad, a veces se hace referencia a la persona anónima como "sin rostro".